# اشبورن
شهر اشبورن در ایالت هسن در کشور آلمان واقع شده است.